# Церово (Благоєвградська область)
Церо́во (болг. Церово) — село в Благоєвградській області Болгарії. Входить до складу общини Благоєвград.

## Населення
За даними перепису населення 2011 року у селі проживали 657 осіб, з них 515 осіб (99,4%) — болгари.
Розподіл населення за віком у 2011 році:
Динаміка населення: